# عضلة لسانية عمودية

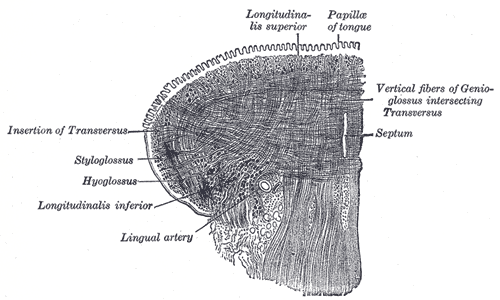

العضلة اللسانية العمودية Verticalis muscle تتواجد هذه العضلة في الحافة الأمامية للسان فقط.